# Podocarpus polyspermus
Podocarpus polyspermus — вид хвойних рослин родини подокарпових.

## Поширення, екологія
Країни поширення: Нова Каледонія. Цей вид відомий насамперед з чотирьох гір в центральній Нової Каледонії, де він був записаний від 400 до 900 м над рівнем моря. Цей вид обмежується щільними гірськими лісами. Росте на ультраосновних і сланцевих субстратах.

## Загрози та охорона
Гірничодобувна промисловість є прямою загрозою для однієї з груп населення. Частота пожеж що зростає також є загрозою для існування. Цей вид, як повідомляється, росте в фр. Nodela Reserve, всі інші субпопуляції є незахищеними.